# Atletism la Jocurile Olimpice de vară din 2016 - 50 km marș (masculin)
Proba masculină de 50 de km marș de la Jocurile Olimpice de vară din 2016 a avut loc la data de 19 august pe o stradă de-a lungul plajei Pontal.

## Recorduri
Înaintea acestei competiții, recordurile mondiale și olimpice erau următoarele:
| Record  | Atlet               | Timp    | Loc                  | Data           |
| ------- | ------------------- | ------- | -------------------- | -------------- |
| Mondial | Yohann Diniz (FRA)  | 3:32:33 | Zürich, Elveția      | 15 august 2014 |
| Olimpic | Jared Tallent (AUS) | 3:36:53 | Londra, Regatul Unit | 11 august 2012 |

## Rezultate
| Loc | Nume                   | Naționalitate              | Timp    | Note     |
| --- | ---------------------- | -------------------------- | ------- | -------- |
| 1   | Matej Tóth             | Slovacia                   | 3:40:58 |          |
| 2   | Jared Tallent          | Australia                  | 3:41:16 | RS       |
| 3   | Hirooki Arai           | Japonia                    | 3:41:24 | RS       |
| 4   | Evan Dunfee            | Canada                     | 3:41:38 | RN       |
| 5   | Yu Wei                 | China                      | 3:43:00 |          |
| 6   | Robert Heffernan       | Irlanda                    | 3:43:55 |          |
| 7   | Håvard Haukenes        | Norvegia                   | 3:46:33 | PB       |
| 8   | Yohann Diniz           | Franța                     | 3:46:43 | RS       |
| 9   | Caio Bonfim            | Brazilia                   | 3:47:02 | RN       |
| 10  | Chris Erickson         | Australia                  | 3:48:40 | PB       |
| 11  | Wang Zhendong          | China                      | 3:48:50 |          |
| 12  | Quentin Rew            | Noua Zeelandă              | 3:49:32 |          |
| 13  | Horacio Nava           | Mexic                      | 3:50:53 |          |
| 14  | Takayuki Tanii         | Japonia                    | 3:51:00 |          |
| 15  | Adrian Blocki          | Polonia                    | 3:51:31 |          |
| 16  | Omar Zepeda            | Mexic                      | 3:51:35 |          |
| 17  | Jorge Armando Ruiz     | Columbia                   | 3:51:42 | PB       |
| 18  | Serhiy Budza           | Ucraina                    | 3:53:22 | RS       |
| 19  | Brendan Boyce          | Irlanda                    | 3:53:59 |          |
| 20  | Jesús Ángel García     | Spania                     | 3:54:29 |          |
| 21  | Marco de Luca          | Italia                     | 3:54:40 |          |
| 22  | Rafał Augustyn         | Polonia                    | 3:55:01 |          |
| 23  | Jarkko Kinnunen        | Finlanda                   | 3:55:43 |          |
| 24  | Rafał Fedaczyński      | Polonia                    | 3:55:51 |          |
| 25  | José Leyver Ojeda      | Mexic                      | 3:56:07 |          |
| 26  | Dušan Majdán           | Slovacia                   | 3:58:25 | RS       |
| 27  | Koichiro Morioka       | Japonia                    | 3:58:59 |          |
| 28  | Alexandros Papamichail | Grecia                     | 3:59:21 |          |
| 29  | Jonathan Rieckmann     | Brazilia                   | 4:01:52 |          |
| 30  | Ronald Quispe          | Bolivia                    | 4:02:00 | RN       |
| 31  | Narcis Mihăilă         | România                    | 4:02:46 | PB       |
| 32  | Pedro Isidro           | Portugalia                 | 4:03:42 |          |
| 33  | Tadas Suskevicius      | Lituania                   | 4:04:10 |          |
| 34  | Rolando Saquipay       | Ecuador                    | 4:07:29 |          |
| 35  | Sandeep Kumar          | India                      | 4:07:55 |          |
| 36  | Miguel Carvalho        | Portugalia                 | 4:08:16 |          |
| 37  | Arnis Rumbenieks       | Letonia                    | 4:08:28 |          |
| 38  | Marc Mundell           | Africa de Sud              | 4:11:03 |          |
| 39  | Ivan Banzeruk          | Ucraina                    | 4:11:51 |          |
| 40  | Brendon Reading        | Australia                  | 4:13:02 |          |
| 41  | Mario Alfonso Bran     | Guatemala                  | 4:15:14 |          |
| 42  | Vladimir Savanović     | Serbia                     | 4:15:53 |          |
| 43  | John Nunn              | Statele Unite ale Americii | 4:16:12 |          |
| 44  | Bence Venyercsan       | Ungaria                    | 4:19:15 |          |
| 45  | Claudio Villanueva     | Ecuador                    | 4:19:33 |          |
| 46  | Nenad Filipović        | Serbia                     | 4:25:41 |          |
| 47  | Han Yucheng            | China                      | 4:32:35 |          |
| 48  | Pavel Chihuan          | Peru                       | 4:32:37 |          |
| 49  | Predrag Filipović      | Serbia                     | 4:39:48 |          |
| –   | Kim Hyun-sub           | Coreea de Sud              | DNF     |          |
| –   | Ivan Trotski           | Belarus                    | DNF     |          |
| –   | Ihor Hlavan            | Ucraina                    | DNF     |          |
| –   | Miguel Ángel López     | Spania                     | DNF     |          |
| –   | Carl Dohmann           | Germania                   | DNF     |          |
| –   | Hagen Pohle            | Germania                   | DNF     |          |
| –   | Matteo Giupponi        | Italia                     | DNF     |          |
| –   | Mathieu Bilodeau       | Canada                     | DNF     |          |
| –   | Artur Mastianica       | Lituania                   | DNF     |          |
| –   | José Leonardo Montaña  | Columbia                   | DNF     |          |
| –   | Alex Wright            | Irlanda                    | DNF     |          |
| –   | Jose Ignacio Diaz      | Spania                     | DNF     |          |
| –   | Marius Cocioran        | România                    | DNF     |          |
| –   | Sándor Rácz            | Ungaria                    | DNF     |          |
| –   | Luis Henry Campos      | Peru                       | DNF     |          |
| –   | Mário dos Santos       | Brazilia                   | DNF     |          |
| –   | Veli-Matti Partanen    | Finlanda                   | DNF     |          |
| –   | Yerenman Salazar       | Venezuela                  | DNF     |          |
| –   | Joao Vieira            | Portugalia                 | DNF     |          |
| –   | Edward Araya           | Chile                      | DS      | R 230.7a |
| –   | Teodorico Caporaso     | Italia                     | DS      | R 230.7a |
| –   | Andres Chocho          | Ecuador                    | DS      | R 230.7a |
| –   | Lukas Gdula            | Cehia                      | DS      | R 230.7a |
| –   | Dominic King           | Marea Britanie             | DS      | R 230.7a |
| –   | Luis Lopez             | El Salvador                | DS      | R 230.7a |
| –   | Aleksi Ojala           | Finlanda                   | DS      | R 230.7a |
| –   | Park Chil-sung         | Coreea de Sud              | DS      | R 230.7a |
| –   | Jaime Quiyuch          | Guatemala                  | DS      | R 230.7a |
| –   | James Rendon           | Columbia                   | DS      | R 230.7a |
| –   | Miklos Srp             | Ungaria                    | DS      | R 230.7a |
| –   | Martin Tistan          | Slovacia                   | DS      | R 230.7a |

## Legendă
RA Record african | AM Record american | AS Record asiatic | RE Record european | OCRecord oceanic | RO Record olimpic | RM Record mondial | RN Record național | SA Record sud-american | RC Record al competiției | DNF Did Not Finish (nu a terminat traseul) | DNS Did Not Start (nu a luat startul) | DS Descalificare | EL Cea mai bună performanță europeană a anului | PB Record personal | RS Cea mai bună performanță a sezonului | WL Cea mai bună performanță mondială a anului 